# PubMed Central
PubMed Central je brezplačna digitalna zbirka podatkov s celotnimi besedili znanstvene literature s področja biomedicine in biosistemskih ved. Zrasla je iz spletnega iskalnega sistema za biomedicinsko literaturo  Entrez PubMed. PubMed Central je razvila Državna knjižnica za medicino ZDA (National Library of Medicine - NLM, del Nacionalnih inštitutov za zdravje) kot spletni arhiv za biomedicinske revije.
Celotno besedilo vseh člankov v PubMed Central je na razpolago brezplačno za branje, z različnimi določbami, kar se ponovne uporabe tiče. Nekateri od sodelujočih založnikov omogočajo prost dostop do člankov šele določen čas po njih objavi (pogosto po šest mesecih).
Maja 2013 je arhiv vseboval več kot 2,7 milijona člankov, letno raste za okrog 70.000 rokopisov na leto. Septembra 2004 je promet na PubMed Central, PubMed, in drugih z njima povezanih storitvah NLM znašal okoli 1300 zadetkov na sekundo, z obsegom 1,3 TB podatkov na dan.

## PMCID
PMCID (PubMed Central identifier), znan tudi kot referenčna številka PMC, je bibliografski identifikator za PubMed Central podatkovno zbirko, podobno kot je PMID bibliografski identifikator za podatkovne zbirke PubMed. Oba identifikatorja se med seboj razlikujeta. Sestavljen je iz "PMC", ki mu sledi niz sedmih številk. Oblika je:
- PMCID:  PMC1852221

Avtorji, ki se prijavljajo za nagrade NIH, morajo v svojo prijavo vključiti PMCID.